# Jamie Miller (cantante)
Jamie Miller (Cardiff, Gales, 9 de septiembre de 1997) es un cantante y compositor británico. Debutó como cantante en el 2020, cuando lanzó su primer sencillo titulado City That Never Sleeps en julio del 2020. Lanza para sus próximos sencillos, como Onto Something (2020), Hold You 'Til We're Old (2021) y Here's Your Perfect (2021).

## Biografía
Miller nació en Cardiff, Gales con su madre, padre y dos hermanas y comenzó a cantar en la escuela primaria. 
Al principio, Miller se registró en The X Factor UK, pero desafortunadamente no pasó la audición. En 2017, Miller probó otra oportunidad al unirse a una audición de The Voice UK en su sexta temporada. Pasó con éxito la audición y directamente fue elegido para formar parte del equipo de Jennifer Hudson. Después de unirse a The Voice, siempre pasó varias selecciones, desde la audición a ciegas, la ronda de batalla, el show en vivo, las semifinales y las finales. Obtuvo las 3 primeras posiciones en el episodio final.

## Discografía

### Sencillos
- The City That Never Sleeps (2020)[2]
- All I Want for Christmas Is You (2020)
- Onto Something (2020)
- Hold You 'Til We're Old (2021)
- Here's Your Perfect (2021)[3]
- Running Out of Roses (con Alan Walker) (2021)
- I Lost Myself In Loving You (2022)
- Last Call (2022)

### Álbumes
- Broken Memories (2022)